# Cattle Cabin
 (juin 2020).
La Cattle Cabin est une cabane américaine dans le comté de Tulare, en Californie. Située dans la Giant Forest du parc national de Sequoia, elle est inscrite au Registre national des lieux historiques depuis le 15 septembre 1977.